# Triphosa albiplaga
Triphosa albiplaga là một loài bướm đêm trong họ Geometridae.